# Małgorzata Cieśla
Małgorzata Cieśla (ur. 15 czerwca 1986 w Opolu) – polska, leworęczna siatkarka, występująca na pozycji atakującej.

## Sukcesy
- Puchar Polski 2005/06 z BKS Stal Bielsko-Biała
- Akademickie Mistrzostwo Polski z AZS Białystok w 2009
- Akademickie Mistrzostwo Polski z AZS Białystok w 2010